# Liatongus aterrimus
Liatongus aterrimus är en skalbaggsart som beskrevs av Antoine Boucomont 1921. Liatongus aterrimus ingår i släktet Liatongus och familjen bladhorningar. Inga underarter finns listade i Catalogue of Life.